# Гарнье, Робер
Робе́р Гарнье́ (фр. Robert Garnier; 1534—1590) — французский драматург.

## Биография
Робер Гарнье родился в 1534 году в Ла-Ферте-Бернаре. Был сперва адвокатом в Париже, затем прокурором в Монсе.
Гарнье принадлежит к последователям Ронсара и «Плеяды». Его трагедии, вернее мелодрамы, лучшие среди которых — «Les juives» («Иудейки») и «Bradamante» — в значительной мере навеяны трагедиями Сенеки; в них много книжности, обширных морализующих монологов и т. п., но они все же являются значительным шагом вперёд по сравнению с трагедиями Жоделя и «Плеяды». Интрига более разработана, диалог оживлён, а политический пафос Гарнье — сторонника аристократии — во многом предвосхищает Корнеля, на которого Гарнье оказал значительное влияние. Не будучи сценичными, трагедии Гарнье скоро были вытеснены театром Арди.